# Солт-Лейк-Сити Старз
Солт-Лейк-Сити Старз (англ. Salt Lake City Stars) — американский профессиональный баскетбольный клуб, выступающий в Тихоокеанской конференции, Юго-Западном дивизионе Лиги развития НБА. Команда базируется в городе Солт-Лейк-Сити, штата Юта. Команда является фарм-клубом «Юта Джаз». Домашние игры играет на стадионе «Lifetime Activities Center-Bruin Arena».

## История франшизы
В 1997 году для участия в Континентальной баскетбольной ассоциации была основана команда Айдахо Стэмпид (англ. Idaho Stampede). Команда базировалась в городе Бойсе штата Айдахо. В сезоне 2003—2004 команда вышла в финал лиги, уступив Дакота Уизардс. После сезона 2005—2006 «Стэмпид» объявили, что команда со следующего сезона будет играть в Д-Лиге. Изначально «Айдахо Стэмпид» имел гибридную систему владения с клубом НБА «Юта Джаз», однако с 24 марта 2015 года «Джаз» стал родительским клубом для «Стэмпид». Раньше клуб имел партнёрские отношения с «Денвер Наггетс», «Сиэтл Суперсоникс», «Торонто Рэпторс» и «Портленд Трэйл Блэйзерс». В своём первом сезоне в Д-Лиге команда выиграла Западный дивизион и была лучшей в лиге по победам на равне с «Дакота Уизардс».
25 апреля 2008 года «Стэмпид» одолели «Остин Торос» со счётом 108—101 в 3-м матче финала Д-Лиги. Эта победа помогла клубу одержать первую победу в лиге в своей истории выступлений как в КБА, так и в Д-Лиге. На следующий сезон команда проиграла «Остин Торос» в 1-м раунде и с тех пор команда больше не выходила в плей-офф лиги.
4 апреля 2016 года «Юта Джаз» и Лига развития НБА объявили о переезде команды в Солт-Лейк-Сити с сезона 2016–17, а также о смене названия на «Солт-Лейк-Сити Старз». Предыдущей командой Лиги развития НБА, базировавшейся в Юте, была «Юта Флэш», в 2011 году переехавшая в Делавэр и сменившая название на «Делавэр Эйти Севенерс».
| Айдахо Стэмпид            |                           |                           |     |     |      |                                                                           |           |
| 2006–07                   | Западный                  | 1-е                       | 33  | 17  | 66,0 | Проигрыш полуфинала (Колорадо) 94-91 (OT)                                 |           |
| 2007–08                   | Западный                  | 1-е                       | 36  | 14  | 72,0 | Выигрыш полуфинала (Лос-Анджелес) 97-90 Выигрыш финала Д-Лиги (Остин) 2-1 |           |
| 2008–09                   | Западный                  | 2-е                       | 31  | 19  | 62,0 | Проигрыш 1-о раунда (Остин) 119-116 (OT)                                  |           |
| 2009–10                   | Западный                  | 6-е                       | 25  | 25  | 50,0 |                                                                           |           |
| 2010–11                   | Западный                  | 7-е                       | 24  | 26  | 48,0 |                                                                           |           |
| 2011–12                   | Западный                  | 8-е                       | 21  | 29  | 42,0 |                                                                           |           |
| 2012–13                   | Западный                  | 4-е                       | 19  | 31  | 38,0 |                                                                           |           |
| 2013–14                   | Западный                  | 4-е                       | 24  | 26  | 48,0 |                                                                           |           |
| 2014–15                   | Западный                  | 5-е                       | 9   | 41  | 18,0 |                                                                           |           |
| 2015–16                   | Западный/Тихоокеанский    | 4-е                       | 20  | 30  | 40,0 |                                                                           |           |
| Всего в регулярном сезоне | Всего в регулярном сезоне | Всего в регулярном сезоне | 421 | 427 | 49,7 | 2006—2015                                                                 | 2006—2015 |
| Всего в плей-офф          | Всего в плей-офф          | Всего в плей-офф          | 10  | 12  | 45,5 | 2006—2015                                                                 | 2006—2015 |

## Связь с клубами НБА

### Является фарм-клубом
- Юта Джаз (2006—2007, 2011—2012, 2014—н. в.)

### В прошлом был фарм-клубом
- Денвер Наггетс (2009—2012)
- Портленд Трэйл Блэйзерс (2007—2014)
- Сиэтл Суперсоникс (2006—2008)
- Торонто Рэпторс (2008—2009)